# Braungewinkelter Zwergspanner
Der Braungewinkelte Zwergspanner (Idaea dimidiata), auch Schwarzpunktierter Kleinspanner  genannt, ist ein Schmetterling (Nachtfalter) aus der Familie der Spanner (Geometridae). Er zählt zu der in Europa artenreichen Gattung Idaea und wird innerhalb dieser zur subsericeata-Artengruppe gezählt.

## Merkmale
Die Falter erreichen eine Flügelspannweite von 15 bis 20 Millimetern. Die Flügel haben eine bräunlichgelbe, bräunlichweiße bis leicht rötlichweiße Grundfarbe. Die Zeichnungselemente sind dunkelgrau bis dunkelbraun. Der Mittelschatten und die beiden Querlinien können unvollständig oder unterbrochen ausgebildet sein. Sie sind auf dem Vorderflügel am Vorderrand durch sog. Kostalflecke markiert. Im Saumfeld befindet sich eine helle Wellenlinie, die vor allem zum Innenrand hin beiderseits durch dunkle Flecke begrenzt ist. Die Vorder- und Hinterflügel weisen schwarze Diskalflecke auf, die auf dem Vorderflügel gelegentlich auch deutlich schwächer gezeichnet sind. Die Saumflecke sind ebenfalls meist deutlich gezeichnet und gelegentlich durch eine dünne Linie miteinander verbunden.
Die Färbung scheint etwas temperaturabhängig zu sein. Zuchten unter höherer Temperatur ergaben Falter mit einem leicht rötlichen Grundton. Falter mit leicht rosafarbenen Flügeln kommen vor allem in Sardinien vor. Hier soll dieses Merkmal aber rezessiv vererbt werden. Populationen auf Sizilien sind heller gefärbt und die Saumflecke verfließen ineinander.
Das längliche Ei ist an einem Ende abgestumpft; die Oberfläche mit feinen Grübchen bedeckt. Es ist zunächst weißlich mit braunen Sprenkel und verfärbt sich später rötlich.
Die Raupen erreichen eine Länge von etwa 20 Millimetern und sind kurz beborstet. Sie besitzen Querrillen, sind blass braun gefärbt und mit einer nach hinten zusammenlaufenden doppelten schwärzlichen Rückenlinie versehen. Auf beiden Seiten der Rückenlinie befindet sich eine Reihe schräger Linien, die gelegentlich pfeilförmig ausgebildet sind. Die Stigmen befinden sich auf einer weißen Linie unter der eine Reihe von schwarzen Zeichnungen zu finden ist. Der Raupenkopf ist grau und leicht eingekerbt.
Die Puppe ist gelblich gefärbt mit glänzender Oberfläche. Das Hinterende ist etwas dunkler.

## Ähnliche Arten
- Idaea belemiata (Millière, 1868)[4] Südwesteuropa.[5]
- Idaea palaestinensis (Sterneck, 1933)[4] Griechenland, Zypern, Kreta[6]
- Idaea elongaria (Rambur, 1833)[4] Süd- und Südosteuropa.[7]

## Geographische Verbreitung
Der Braungewinkelte Zwergspanner kommt in der westlichen Paläarktis und in Nordamerika vor. In West-, Süd- und Mitteleuropa ist die Art weit verbreitet. Im Norden reicht das Verbreitungsgebiet bis in das südliche Skandinavien und im Osten bis an den Ural. Idaea dimidiata ist auf nahezu allen Mittelmeerinseln anzutreffen.
Außerhalb Europas ist die Art in Marokko und vom Nordwesten der Türkei, dem Kaukasus und Transkaukasien über den nördlichen Iran bis nach Afghanistan und Zentralasien verbreitet. In Zypern, im Süden der Türkei und der Levante wird die Nominatunterart Idaea dimidiata dimidiata durch die Unterart Idaea dimidiata antitaurica ersetzt, die auch in Kanada und den meisten nördlichen Gebieten der Vereinigten Staaten vorkommt.

## Habitat
Der Braungewinkelte Zwergspanner wird in Mitteleuropa als silvicole (waldgebundene), mesophile bis hygrophile Art beschrieben. Er besiedelt feuchte Wälder wie Weich- und Hartholzauen sowie feuchte Buchenmischwälder. Weiterhin wurde die Art in Bach- und Flusstälern, an Quellgebieten und Mooren gefunden. Im Osten seines Verbreitungsgebietes lebt der Braungewinkelte Zwergspanner xerophil und besiedelt oft trockene Steppenhabitate. Nördlich der Alpen findet man ihn von der Ebene bis in Höhenlagen von etwa 700 Metern, in den Alpen und in Südeuropa erreicht er bis zu 1.200 Meter und in der Türkei und Afghanistan steigt er bis auf 2.000 Meter. Im Kulturland ist er in Gärten und Streuobstwiesen zu finden.

## Phänologie und Lebensweise
Der Braungewinkelte Zwergspanner bildet normalerweise zwei Generationen im Jahr, die von Ende Mai bis Ende September angetroffen werden können. Unter günstigen Bedingungen (Südeuropa, Levante) entstehen von Mai bis Oktober auch drei Generationen bzw. es werden während des gesamten Jahresverlaufs neue Generationen gebildet. In Mitteleuropa entsteht meist nur eine Generation und in günstigen Jahren eine unvollständige zweite. Die Falter werden hier von Ende Juni bis Ende August gefunden. Die Falter sind teilweise auch am Tag aktiv und werden häufig an künstlichen Lichtquellen oder an Ködern gefunden. Tagsüber verbergen sich die Falter in Hecken und Sträuchern. Werden sie aufgescheucht, dann flüchten sie meist nur eine kurze Strecke, um sich dann erneut mit ausgebreiteten Flügeln auf Blätter zu setzen. Nektar saugend wurden Falter an blühendem Pfeifengras (Molinia) und Kratzdisteln (Cirsium) gefunden.
Die Raupen können im September beobachtet werden. Sie ernähren sich polyphag von verschiedenen krautigen Pflanzen. Verschiedene Autoren berichten, dass die Larven vertrocknete, faulende oder modernde Blätter fressen, beispielsweise von:
- Ampfer (Rumex)[4]
- Wegericharten (Plantago)[4]
- Echtem Mädesüß (Filipendula ulmaria)[4]
- Wiesenkerbel (Anthriscus sylvestris)[3][4]
- Hunds-Kerbel (Anthriscus caucalis)[3][4]
- Bibernelle (Pimpinella saxifraga)[3][4]
- Wiesen-Labkraut (Galium mollugo)[3][4]
- Schlehdorn (Prunus spinosa)[4][8]
- Weiden (Salix)[4]
- Erlen (Alnus)[4]

In Gefangenschaft fressen die Raupen auch an Löwenzahn (Taraxacum) und Knöterich (Polygonum). Sie fressen auch Fleisch. Sie überwintern und setzen ihre Entwicklung im Mai des folgenden Jahres fort. Sie verpuppen sich im Juni in einem lockeren Gespinst auf dem Boden. Die Art agiert als K-Stratege.

## Systematik
Die Art wurde 1767 von Johann Siegfried Hufnagel als Phalaena dimidiata erstmals wissenschaftlich beschrieben. Derzeit werden zwei Unterarten unterschieden: die nominotypische Unterart Idaea dimidiata dimidiata Hufnagel, 1767 (im größten Teil des Verbreitungsgebietes) und Idaea dimidiata antitaurica (Wehrli, 1931). Sie ist etwas kleiner als die Nominatunterart und dunkler gefärbt. Sie vertritt die Nominatunterart in der Südtürkei, Zypern, der Levante und in Nordamerika.

## Gefährdung
Die Art ist in Deutschland nicht gefährdet.